# Thunderstick (ракета)
«Та́ндерстик» (англ. Thunderstick [ˈθʌndə:stɪk], в пер. букв. «громовая дубина») — американский универсальный противотанковый/зенитный ракетомёт, разработанный компанией «Америкэн рокет» (или «Амрок») в начале 1960-х гг. и классифицировавшийся самими его разработчиками и в справочной литературе того периода как переносной противотанковый/зенитный ракетный комплекс. Не имел точных аналогов среди американского вооружения тех лет. Насколько далеко разработчикам удалось продвинуться в работе над комплексом от первоначального проекта - неизвестно. На вооружение комплекс принят не был, серийно не изготавливался, на государственные испытания не предъявлялся.

## Предыстория
Поскольку первый переносной зенитный ракетный комплекс «Редай» с момента начала стрельбовых испытаний сходу продемонстрировал целый ряд трудноустранимых недостатков (которые на тот момент представлялись многим как практически неустранимые), среди прочего, крайне низкую помехоустойчивость и неспособность головки самонаведения дифференцировать истинную воздушную цель даже от естественного помехового фона вкупе с целым рядом других недостатков, ряд высокопоставленных военных чинов из Управления ракетного оружия Армии США, придерживавшихся консервативных взглядов, высказали свои сомнения в целесообразности дальнейшего финансирования этого направления работ, которое представлялось им не только ресурсозатратным, но и бесперспективным. Альфред Зеринджер, глава ракетостроительной компании «Америкэн рокет» и одновременно руководитель исследований в данной компании, предложил альтернативный подход к решению проблемы, по-своему экономичный и практичный.

## История
Ракета была разработана ракетостроительной компанией «Америкэн рокет» в Тейлоре, штат Мичиган, как предельно простое и дешёвое средство тактической противовоздушной обороны пехоты. Расчёт разработчиков делался на точность прицеливания и чрезвычайно высокую (в сравнении с управляемыми ракетами того периода) скорость полёта ракеты. Простота в эксплуатации занимала особое место среди круга задач, стоявших перед конструкторами. По заявлению компании-разработчика:

Если человек может стрелять из винтовки, он сможет выстрелить «Тандерстиком» без дополнительной подготовки.
Оригинальный текст (англ.)If a person can fire a rifle, he can fire Thunderstick without additional training.
— Заявление разработчиков для прессы, декабрь 1961
Другим немаловажным фактором была производственная простота ракеты и комплекса, поскольку изготавливать оные предполагалось в промышленных количествах по бросовым ценам. Тем не менее, заинтересовать военное руководство не удалось и дальнейшие работы были прекращены.

## Назначение
Ракета предназначалась как для стрельбы по наземным целям, типа танков и другой бронетехники, так и по низколетящим воздушным целям любой категории при условии пролёта их на пересекающихся курсах над огневой позицией или вблизи её. Курсовой параметр обстреливаемого средства воздушного нападения был ограничен его скоростью, манёвренностью и направлением полёта, а также баллистической траекторией полёта ракеты, поэтому, в отличие от других зенитных ракетных комплексов, зона пуска и зона поражения комплекса представляли собой в горизонтальной плоскости продолговатый овал с округлой выемкой посередине (вытянутый с тыла во фронт в направлении подлёта СВН противника), а в вертикальной плоскости две дугообразные кривые с воронкообразной выемкой посередине. Фронтальная и тыловая половины зоны поражения, взятые в отдельности (при условном разделении их воображаемой чертой, направленной поперёк огневой позиции), были абсолютно идентичны друг другу по форме, объёму и другим параметрам. Границы зоны пуска и зоны поражения отличались незначительно ввиду чрезвычайно высокой скорости полёта ракеты и относительно низких скоростей полёта СВН вероятного противника того периода. Чем ближе к огневой позиции пролегал курс полёта цели, чем более прямолинейной была траектория её полёта, тем большей была вероятность попадания, идеальным вариантом тактической ситуации был обстрел зависающей (вертолёт) или пикирующей (штурмовик) на стрелка цели. Объём непростреливаемого пространства над огневой позицией был обусловлен длиной ракеты и углом отражения разлетающейся реактивной струи от поверхности земли, поскольку, в отличие от зенитных управляемых ракет оснащённых выбрасывающим двигателем, ракета «Тандерстик» имела цельный двигатель на твёрдом топливе, занимавшем основной объём внутреннего пространства ракеты (по заявлению разработчиков, топливо составляло 99% её массы, что по всей вероятности является преувеличением), таким образом, ракета в момент пуска обдавала огневую позицию струёй раскалённых и высокотоксичных газообразных продуктов сгорания ракетного топлива, что требовало от стрелка вести обстрел цели в средствах индивидуальной защиты органов зрения, слуха и дыхания, а также кожи рук и лица: в дополнение к полевой униформе, требовалась плащ-накидка или маскхалат из невозгорающейся огнестойкой ткани, кожаные перчатки и лицевая маска или шлем-маска типа балаклавы с тонкой поперечной прорезью для глаз (вероятно, этот фактор послужил одной из причин для отказа армейского командования от финансирования данного проекта). Для стрельбы ракета помещалась в пусковую трубу, установленную на направляющей типа штатива, там же на направляющей находились прицельные приспособления и рукоятка управления огнём. Общий вес ракеты и комплекса в целом, несмотря на длину, за счёт использования в производстве ракет облегчённых материалов корпуса и лёгкого ракетного топлива соответствовал другим американским образцам стрелкового оружия пехоты, что позволяло переноску и эксплуатацию комплекса одним военнослужащим. Точный вес ракеты и комплекса, как и другие его технические характеристики в прессе не разглашались. Повторный обстрел цели, при том, что технически он был возможен, был ограничен необходимостью перезаряжания, а равно существенно ухудшившейся видимостью цели ввиду запыления и задымления огневой позиции после предыдущего обстрела. В этой связи, располагать огневую позицию предполагалось на нормально проветриваемой местности, предварительно обильно политой водой и очищенной от легковоспламеняющихся предметов, чтобы избежать их возгорания и образования слишком больших и густых клубов пыли в момент пуска, — продуваемые ветром крыши металлических, кирпичных или бетонных зданий и сооружений были практически идеальным вариантом для размещения стрелка с «Тандерстиком», делая комплекс наиболее пригодным в качестве средства объектовой ПВО и гражданской обороны.

## Сравнительная характеристика
Комплекс предлагался как одна из доступных по цене и затратам времени на испытания и доводку альтернатив более дорогому ПЗРК «Редай», ниже приводится сравнение их боевых возможностей:
| Прототип | «Redeye»                                                                                                  | «Harpy»                                                                                                   | «Thunderstick»                                       |
| Общие сведения | Общие сведения                                                                                            | Общие сведения                                                                                            | Общие сведения                                       |
| --- | --- | --- | ---------------------------------------------------- |
| Разработчик | «General Dynamics»                                                                                        | «Audiosonics»                                                                                             | «American Rocket»                                    |
| Местонахождение конструкторского бюро | Помона, Калифорния                                                                                        | Канога-Парк, Калифорния                                                                                   | Тейлор, Мичиган                                      |
| Дата обнародования проекта | ноябрь 1958                                                                                               | январь 1959                                                                                               | декабрь 1961                                         |
| Принятие на вооружение | Да | Нет | Нет                                                  |
| Система наведения | | |                                                      |
| Режим управления полётом ракеты | автоматический                                                                                            | автоматический                                                                                            | не предусмотрено                                     |
| Устройство наведения ракеты на цель | оптическая головка самонаведения                                                                          | оптическая головка самонаведения                                                                          | не предусмотрено                                     |
| Устройство наведения ракеты на цель | инфракрасная                                                                                              | неизвестно                                                                                                | не предусмотрено                                     |
| Метод наведения ракеты | двухточечный                                                                                              | двухточечный                                                                                              | полёт по баллистической траектории                   |
| Метод наведения ракеты | пропорционального сближения                                                                               | неизвестно                                                                                                | полёт по баллистической траектории                   |
| Помехозащищённость | относительная                                                                                             | относительная                                                                                             | абсолютная                                           |
| Помехоустойчивость | низкая | низкая | абсолютная                                           |
| Боевые возможности | | |                                                      |
| Запуск ракеты | с плеча                                                                                                   | с плеча                                                                                                   | со станка                                            |
| Скорость полёта ракеты | сверхзвуковая                                                                                             | сверхзвуковая                                                                                             | гиперзвуковая                                        |
| Досягаемость по высоте и дальности до цели | средняя                                                                                                   | максимальная                                                                                              | минимальная                                          |
| Стрельба с оборудованных засадных позиций | эффективна, но у цели есть время среагировать на обстрел                                                  | эффективна, но у цели есть время среагировать на обстрел                                                  | идеальна, у цели нет шансов                          |
| Стрельба по наземным или надводным целям | неэффективна                                                                                              | неэффективна                                                                                              | эффективна                                           |
| Стрельба по быстро маневрирующим воздушным целям | эффективна                                                                                                | эффективна                                                                                                | малоэффективна                                       |
| Стрельба по подскакивающим воздушным целям | малоэффективна                                                                                            | малоэффективна                                                                                            | эффективна                                           |
| Стрельба по воздушным целям на встречных курсах | неэффективна                                                                                              | неизвестно                                                                                                | эффективна                                           |
| Эффективность применения в условиях облачности | ниже, чем в ясную погоду                                                                                  | неизвестно                                                                                                | одинаково высокая                                    |
| Эффективность применения по целям, оставляющим низкоконтрастный тепловой след | ниже, чем по целям с выраженным тепловым контрастом                                                       | неизвестно                                                                                                | одинаково высокая                                    |
| Эффективность применения в тёмное время суток | выше, чем в светлое                                                                                       | неизвестно                                                                                                | ниже, чем в светлое                                  |
| Опасность применения для стрелка и окружающих | минимальная                                                                                               | неизвестно                                                                                                | высокая                                              |
| Демаскирующие факторы стрельбы | норма | неизвестно                                                                                                | максимум                                             |
| Возможность повторного обстрела цели | ограничена необходимостью стрельбы вдогон                                                                 | неизвестно                                                                                                | ограничена необходимостью перезаряжания              |
| Зона непоражаемого пространства над огневой позицией | минимальная                                                                                               | неизвестно                                                                                                | максимальная                                         |
| Возможность смены огневой позиции | сразу после пуска                                                                                         | сразу после пуска                                                                                         | сразу после пуска                                    |
| Ограничения по местности для оборудования огневой позиции и пуска ракет | отсутствуют, может применяться с любого типа местности без предварительных мероприятий по её обустройству | отсутствуют, может применяться с любого типа местности без предварительных мероприятий по её обустройству | имеются, ввиду высокой токсичности и пожароопасности |
| Ложная тревога | приведёт к израсходованию одноразового источника питания                                                  | приведёт к израсходованию одноразового источника питания                                                  | не повлияет на ход дежурства                         |
| Транспортабельность | ограничена транспортной надёжностью оптики и электроники                                                  | ограничена транспортной надёжностью оптики и электроники                                                  | ограничена длиной ракеты                             |
| Примечания | | |                                                      |
| Приведенные оценочные сведения носят абстрактный характер, основаны на заявлениях разработчиков и не основаны на практических результатах совместных испытаний, которых для перечисленных образцов вооружения не проводилось. | | |                                                      |
| Источники: Missile and Space Projects Guide 1962. — N. Y.: Springer, 1962. — P. 76, 147, 201 — 235 p.; New Products // Research/Development Magazine. — Chicago, IL: F. D. Thompson Publications, December 1961. — Vol. 12 — № 12 — P. 68; Workshop Briefs // Interavia. — Cointrin, Switzerland: Interavia S.A., February 1959. — Vol. 14 — № 2 — P. 3. | | |                                                      |

## Тактико-технические характеристики
- Прицельные приспособления — ружейного типа
- Аэродинамическая компоновочная схема — несущий конус
- Тип ракетного двигателя — твердотопливный
- Предохранительно-исполнительный механизм — контактный
- Длина ракеты — 1830 мм (6')
- Диаметр ракеты в основании конуса — 76 мм (3")